# Шавар
Шавар (арап. شاور بن مجير السعدي‎; умро 18. јануара 1169. године) био је везир Фатимидског калифата од децембра 1162. године до своје погибије. Познат је по учешћу у борбама између муслимана и крсташа у Египту приликом чега је неколико пута променио страну. Погубљен је 1169. године по налогу војсковође Ширкуа. 

## Биографија
Средина 12. века био је тежак период за Фатимидски калифат; период сплетки, завера, свађа и љубомора на двору. Везири су својевољно владали калифатом док су млади калифи били само формални носиоци власти. Деветогодишњи калиф ел Адид постављен је на престо 1160. године. Године 1163. убијен је велики везир Абас од стране Шавара који преузима власт. Међутим, већ следеће године сменио га је везир Дирхам. Шавар је био миљеник зенгидског владара Нур ад Дина који покреће поход на Египат како би збацио Дирхама са власти. Дирхам се обраћа за помоћ јерусалимском краљу Амалрику I. Те 1164. године покренут је први крсташки поход на Египат. Нур ад Динов војсковођа Ширку збацује Дирхама са везирског престола и на њега враћа Шавара. Међутим, докопавши се власти, Шавар мења страну страхујући од мешања Зенгида у унутрашње послове Фатимидског калифата. Позива јерусалимског краља у помоћ ради ослобађања од Ширкуа. Амалрик притиче у помоћ своме новом савезнику и опседа Ширкуа у Билбаи. Међутим, Нур ад Дин напада крсташке државе на северу и у бици код Харима заробљава Жосцелина III, Ремона III и Боемунда III. Амалрик је принуђен да се врати у Јерусалим како би га бранио од муслимана. 
Године 1167. Нур ад Дин покреће нови поход на Египат. Амалрик притиче Шавару у помоћ и доживљава пораз код Бабаина. Ширку победом у бици код Бабаина осваја Александрију коју крсташи опседају. Одбрану града водио је Салах ед Дин Јусуф, Ширкуов нећак. Иако се у опсади Александрије није показао као велики војсковођа, касније ће он постати један од најпознатијих војсковођа муслимана. Био је то чувени Саладин који ће двадесет година касније освојити Јерусалим и предводити муслимане у Трећем крсташком рату. Доживевши пораз, Саладинов живот се нашао у опасности. Александријски шиити хтели су да га убију. Саладин је побегао у крсташки логор тражећи заштиту од Амалрика лично. Амалрик је издејствовао код Шавара миран повратак Саладина у Ширкуов логор. Фатимидски калифат 1167. године постаје вазална јерусалимска држава.
Међутим, следеће 1168. године Амалрик крши договор и покреће нови поход на Египат. Брзо стиже пред Каиро, а Шавар се одмах показао спремним за преговоре. Крсташи су добили откуп за неке од заробљеника (углавном Шаварови рођаци), али је за остатак и даље трајало надмудривање. Због тога је Амалрикова флота стигла на ушће Нила и заузела Тунис. Долазак Ширкуа натерао је Амалрика да повуче своју флоту. Амалрик је покушао да спречи Ширкуа да преће Нил, али је закаснио. Ширку и Шавар се удружују против крсташа. Ширку јануара 1169. године тријумфално улази у Каиро. Осамнаестог јануара Ширку је дао да се Шавар погуби преузимајући везирски престо. Фатимидски калифат изгубио је независност.